# کوچا

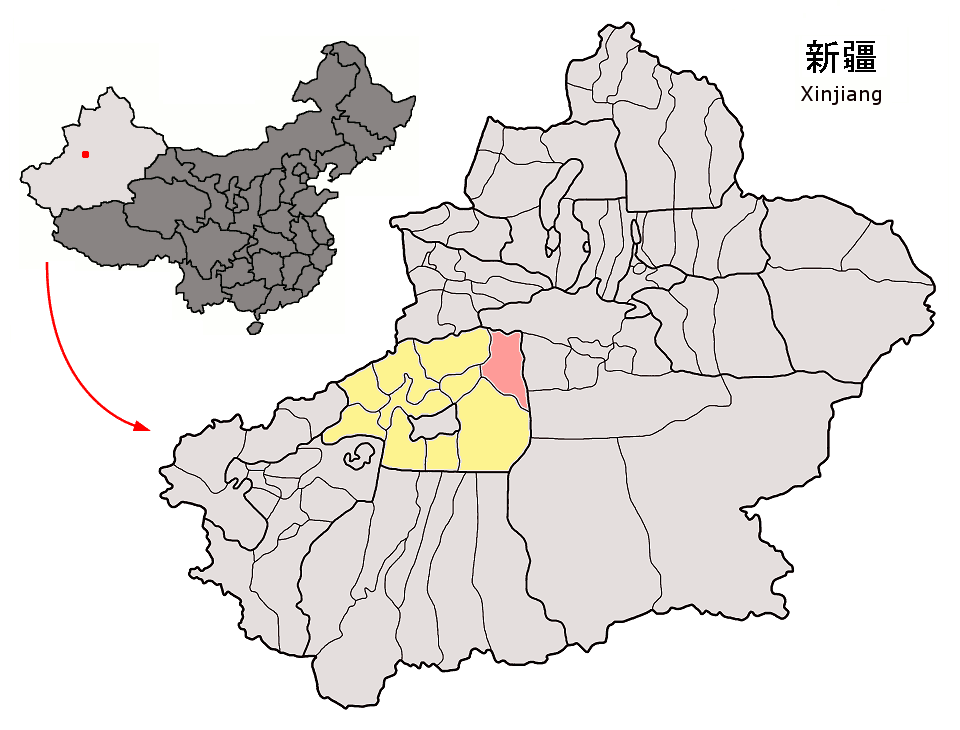
محل کوچا در منطقه خودمختار سین‌کیانگ چین. استان آق‌سو به رنگ زرد آمده است.

کوچا یا کوچه یکی از شهرهای باستانی شمال غربی چین است که در منطقه خودمختار امروزی سین کیانگ قرار دارد. این منطقه در دامنهٔ شمالی تیان شان، در شمال آبریز رود تاریم جای دارد.
نام کوچا برگرفته از نام کوشان (تیره ای از ایرانیان شرقی) است که سرانجام شاهنشاهی کوشانی را در ختن، کابل، قندهار و  بخشی از خراسان بزرگ تا سند و پنجاب و شمال هندوستان پایه ریزی کردند. کوچا در میان جادهٔ باستانی ابریشم قرار داشت.